# 오예린
오예린(2000년 1월 27일 ~)은 대한민국의 싱어송라이터이자, 자신을 중심으로 구성된 5인조 혼성 인디팝밴드인 오예린밴드의 보컬이다. 영주시 출신 아티스트며, 2021년 싱글 《고슴도치》로 데뷔했다.

## 방송
- 소울스타 (2021) - Top10
- 너의 목소리가 보여 시즌9 (2022) - 오마이걸 편 1라운드 탈락

## 음반
- 고슴도치 (2021)
- 키키 (2022)
- 개똥벌레 가출사건 (2024)
- I Like U (2024)
- 나의 짝사랑을 미화한다면 (2024)
- 우리 지금 행복할까 (2024)

## 작사/작곡
- 고슴도치 (2021)
- 키키 (2022)
- 개똥벌레 가출사건 (2024)
- I Like U (2024)
- 나의 짝사랑을 미화한다면 (2024)
- 우리 지금 행복할까 (2024)

## 피처링
- 이풀숲 <Silhouette> (2021)

## 수상
- KT&G 상상유니브 주최 전국대학생경연대회 집현전 남부권 대표 우승 (2020)